# Кочубей Лев Вікторович
Лев Вікторович Кочубей (28 квітня 1810 — 10 лютого 1890) — малоросійський (український) аристократ й державний діяч Російської імперії. Засновник і перший президент Полтавського сільськогосподарського товариства (1865–78), полтавський губернський маршалок дворянства (1853–1859), дійсний таємний радник.

## Біографія
Походив з роду Кочубеїв. Народився 28 квітня 1810 в родині графа Віктора Кочубея і статс-дами Марії Васильчикової.
Хрещений 28 квітня в церкві Св. Дванадцяти апостолів при Головному управлінні пошти й телеграфів, в хрещенні отримав ім'я Терентій на ім'я свого хрещеного батька, рядового гренадерського полку Терентія Лапіна, але ніколи його не використовував.
З Пажеського корпусу в 1828 вступив на службу корнетом до Кавалергардського полку Його Величності; з 1830 року — поручик.
Під час польського повстання в червні 1831 був призначений ад'ютантомгенерал-ад'ютанта Петра Палену; відзначився при взятті штурмом передових варшавських укріплень і міського валу, за що був нагороджений орденом Володимира 4-го ступеня з бантом (19.05.1832). У 1834 призначений ад'ютантом командувача Гвардійським корпусом князя Михайла Павловича; в 1836 — штабс-ротмістр.
У 1837 вийшов у відставку в чині полковника. Після звільнення з армії 10 років Левко Кочубей жив у своєму маєтку в Диканьці, займаючись сільським господарством.
Одружився 1 листопада 1839 зі своєю троюрідною племінницею Єлизаветою Кочубей, донькою таємного радника Василя Кочубея.
У 1844 замовив архітекторові Роману. Кузьміну будівництво особняка в Санкт-Петербурзі (Сергіївська вулиця, 30; нині вулиця Чайковського). Особняк будувався два роки, закінчував проєкт архітектор Гаральд Боссе.
У 1846 Кочубей приїхав до Петербурга і вступив на службу до Міністерства юстиції в чині колезького радника. Недовго проживши в своєму новому особняку, Левко Кочубей продав його графу Григорію Строганову.

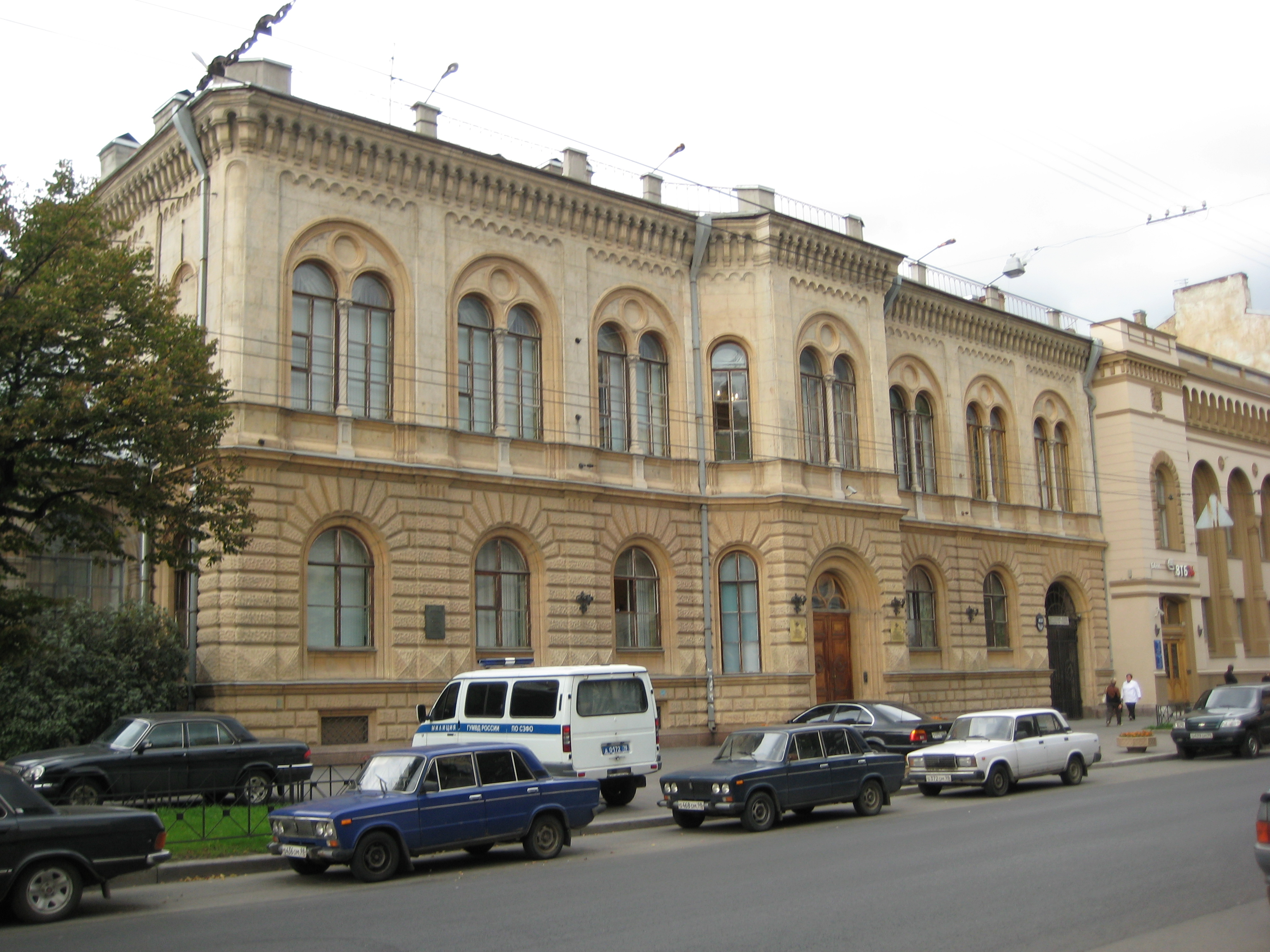
Особняк князя Левка Кочубея. Вул. Чайковського, 30.

За найвищим повелінням Левко Кочубей ревізував судові установи Орловської, Курської, Воронезької і Тамбовської губерній, а пізніше канцелярію герольдії Урядового сенату, за що був нагороджений чином статського радника, був потім членом консультацій при міністерстві юстиції. 
У 1853—1859 роках Левко Кочубей обирався на посаду Полтавського губернського маршалка шляхти. Був першим головою полтавського сільськогосподарського товариства.
У 1859, коли залишив посаду Полтавського губернського маршалка шляхти, був нагороджений чином таємного радника. З початком Кримської війни взяв активну участь у формуванні ополчення. За словами графа С. Д. Шереметєва:
|  | … он был в своём роде замечательный тип. Львиная голова, «нос протижовен», величавая осанка. С женой он говорил торжественно и величал её Мадам де Кочубей. |
Наприкінці життя Лев Кочубей назавжди виїхав до Ніцци, де оселився у новозбудованому у 1878 на замовлення дружини Єлизавети палаці. Тут він і помер 29 січня 1890 від емболії. Похований на Цвинтарі Кокад в Ніцці; тут же була похована і його дружина. Мав позашлюбного сина Віктора Гриценка (1854–1893), який служив при російському посольстві в Константинополі.

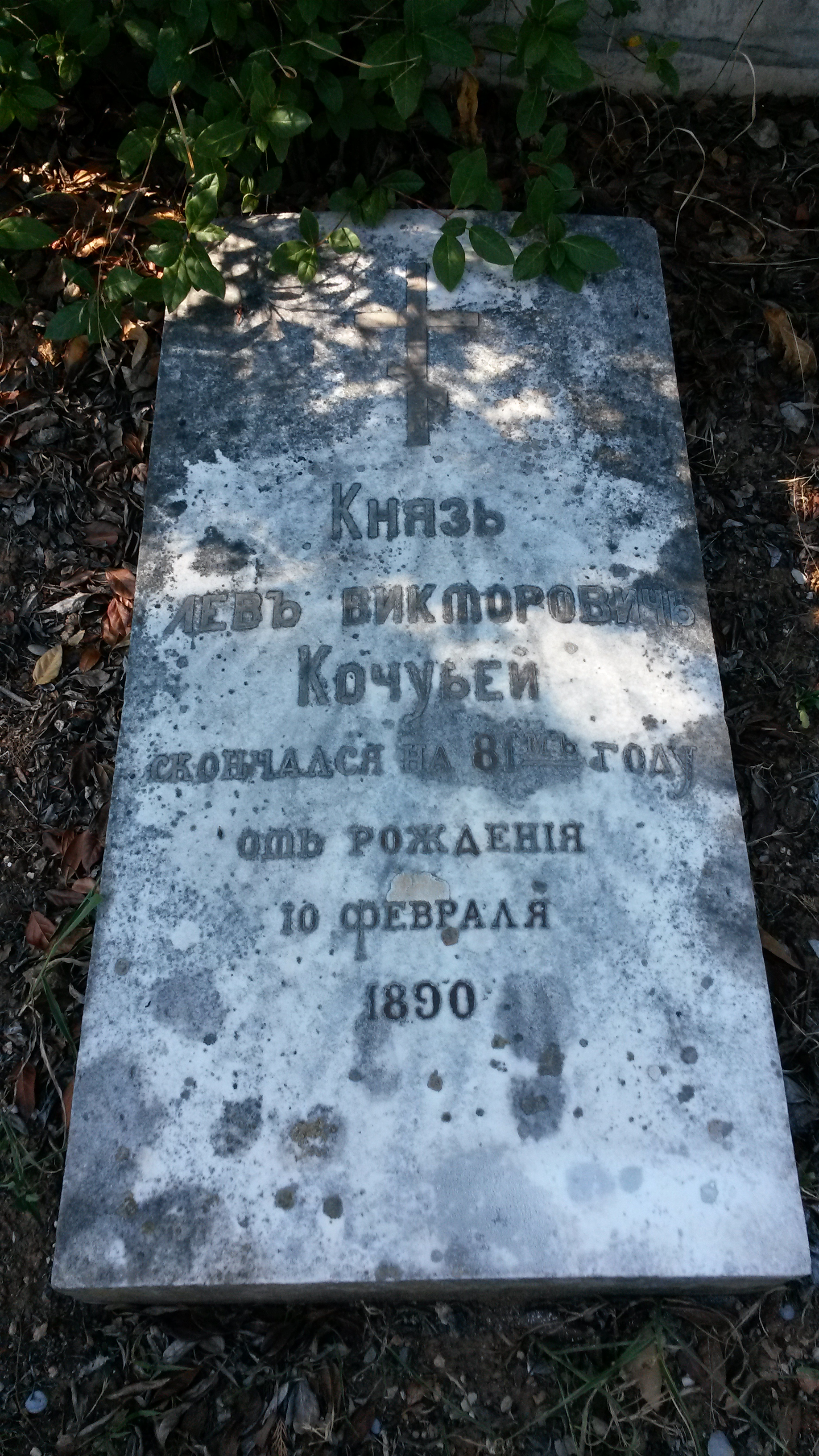
Могила Левка Кочубея на Цвинтарі Кокад